# Georg Raphael Donner
Georg Rafael Donner (Esslingen, 1693 - Viena, 1741) fue un escultor austríaco y sacerdote.

## Biografía
Su formación fue seguida por los primeros estudios realizados bajo la dirección del orfebre Prenner, y luego por el escultor veneciano Giuliano Giuliani, de quien ya fue un buen ayudante para los trabajos realizados en el Palacio Liechtenstein de Viena.
Alrededor del año 1715 se instaló Donner en Venecia, donde realizó un hermoso Retrato del conde Gunner von Althan que se llevó con él a su regreso a Viena, donde ejecutó varias obras importantes, como la capilla Harrach. Artista viajero, en dicho año se encuentra en Linz para la ejecución de las esculturas de la fachada de la capilla de la Orden Teutónica, y a continuación, en Klosterneuburg, para la realización de un Mercurio y Cupido y un Purgatorio en el portal del cementerio.
En 1725 el escultor fue a Salzburgo, donde realizó esculturas exquisitas para la escalera del castillo MIKrabell. Dos años después siguió un San Juan Nepomuceno, nuevamente para el castillo Harrach.
En 1728 se trasladó a Bratislava, donde hizo muchas obras, pero cuya historia es algo incierta. La única información cierta es que a fines de 1732 trabajó para la decoración de la capilla San Juan el Limosnero en la catedral, enriqueciéndola con estatuas que representan la Historia de la Pasión y otras relacionadas con su patrón, el arzobispo Esterházy.
Seguidamente trabajó en otras obras para la catedral de Bratislava, mientras que en los años treinta del mismosiglo regresó a Viena para trabajar en encargos del Ayuntamiento, el Belvedere y la famosa fuente del Neuer Markt caracterizada por ríos, y finalmente para otra de sus obras maestras, la Crucifixión en la catedral de Gurk.